# رينو كليو II
رينو كليو II. هي سيارة من تصنيع رينو، وظهرت هذه السيارة أول مرة 1998، وقد عرفت هذه السيارة نجاحا كبيرا، حيث كانت الأكثر مبيعا في السوق الفرنسية خلال أعوام 1998، 1999، 2000، 2002،2003.